# Chatuspadasana
Chatuspádásana é um muscular do ioga.
Em algumas escolas a variação uttána chatuspádásana é chamada de ardho mukha svásana.
Em sânscrito
 chatur significa quatro, páda é pé ou apoio. É a posição com quatro apoios.

## Execução
Tradicionalmente o chatuspádásana parte do chão, contudo podemos montá-lo a partir de outras posições. No chão, puxe as pontas dos pés para frente, coloque as mãos ao lado dos ombros e com o corpo rígido eleve-se do chão.

### Uttána
A variação uttána, ou ardhô mukha svásana, parte do chatuspádásana corriqueiro e eleva-se os quadris empurrando os ombros e cabeça para baixo. Os pés devem estar soltos com a intenção de encostar os calcanhares no solo. A distância entre mãos e pés é exatamente a mesma da variação costumeira de chatuspádásana.
O iniciante tem por reflexo caminhar com os pés ou mãos para aproximá-los, mas isso não deve ser feito.

### Chaturanga dandásana
Mesmo que o chatuspádásana só que com os braços flexionados em um angulo aproximado de 90 graus. Veja a galeria.

## Galeria
- Ardha ChatuspádásanaArdha Chatuspádásana
- Rája ChatuspádásanaRája Chatuspádásana
- Uttána Chatuspádásana outro nome ardhô mukha svásanaUttána Chatuspádásana outro nome ardhô mukha svásana
- Rája Chatuspádásana outro nome: chaturánga dandásanaRája Chatuspádásana outro nome: chaturánga dandásana